# 6.º Ejército (Imperio alemán)
El 6.º Ejército (en alemán: 6. Armee / Armeeoberkommando 6 / A.O.K. 6) fue un nivel de mando de ejército del Ejército Imperial Alemán en la I Guerra Mundial. Fue formado con la movilización de agosto de 1914 a partir de la IV Inspección de Ejército. El ejército fue disuelto en 1919 durante la desmovilización después de la guerra.

## Historia
Al estallar la I Guerra Mundial, el mando del ejército fue dado al Príncipe de la Corona Ruperto de Baviera (Kronprinz Rupprecht von Bayern). El 6.º Ejército inicialmente consistía de unidades del Ejército bávaro (que había retenido soberanía militar después de la unificación de Alemania), con algunas unidades prusianas adicionales. Durante la ejecución del Plan XVII, el 6.º Ejército estuvo estacionado en el sector Central, cubriendo Lorena.
En agosto de 1914, en la batalla de Lorena, el 6.º Ejército de Ruperto logró resistir la ofensiva francesa, usando una retirada fingida para atraer a los ejércitos que avanzaban a posiciones defensivas preparadas.
Después de que el frente occidental se estancara y las fuerzas opuestas formaran trincheras, el 6.º Ejército tuvo su base en el Norte de Francia. La mayoría de las unidades bávaras fueron gradualmente dispersadas a otros mandos, y unidades de fuera de Baviera se unieron al 6.º Ejército. Sin embargo, el mando del 6.º Ejército permaneció en manos del Príncipe de la Corona bávara, que finalmente sería considerado uno de los generales más capaces de Alemania.
El 24 de septiembre de 1915 el 6.º Ejército fue objetivo del primer ataque con gas de cloro del Ejército británico de la guerra. A pesar de las horribles bajas infligidas, la ofensiva británica se empantanó después de varios días.
Ruperto fue promovido al rango de mariscal de campo (Generalfeldmarschall) en julio de 1916 y asumió el mando del Grupo de Ejércitos Ruperto de Baviera el 28 de agosto de ese año, consistiendo del 1.º, 2.º, 6.º y 7.º Ejércitos. Tras la promoción de Ruperto, el mando del 6.º Ejército fue dado al General Ludwig von Falkenhausen.
En marzo de 1917 el 6.º Ejército fue objetivo del asalto de las fuerzas canadienses y británicas en la batalla de la cresta de Vimy. El 6.º Ejército a las órdenes de von Falkenhausen sufrió 20.000 bajas en los combates posteriores y fue forzado a retroceder por la cresta por el Cuerpo Canadiense. 
Al final de la guerra servía como parte del Heeresgruppe Kronprinz Rupprecht.

### Orden de batalla, agosto de 1914, Lorena
Para la batalla de Lorena en agosto de 1914, el 6.º Ejército tenía la siguiente composición:
| Organización del 6.º Ejército - agosto de 1914, Lorena | Organización del 6.º Ejército - agosto de 1914, Lorena | Organización del 6.º Ejército - agosto de 1914, Lorena |
| Ejército                                               | Cuerpo                                                 | División                                               |
| ------------------------------------------------------ | ------------------------------------------------------ | ------------------------------------------------------ |
| 6.º Ejército                                           | XXI Cuerpo                                             | 31.ª División                                          |
| 6.º Ejército                                           | XXI Cuerpo                                             | 42.ª División                                          |
| 6.º Ejército                                           | I Cuerpo Bávaro                                        | 1.ª División Bávara                                    |
| 6.º Ejército                                           | I Cuerpo Bávaro                                        | 2.ª División Bávara                                    |
| 6.º Ejército                                           | II Cuerpo Bávaro                                       | 3.ª División Bávara                                    |
| 6.º Ejército                                           | II Cuerpo Bávaro                                       | 4.ª División Bávara                                    |
| 6.º Ejército                                           | III Cuerpo Bávaro                                      | 5.ª División Bávara                                    |
| 6.º Ejército                                           | III Cuerpo Bávaro                                      | 6.ª División Bávara                                    |
| 6.º Ejército                                           | I Cuerpo Bávaro de Reserva                             | 1.ª División Bávara de Reserva                         |
| 6.º Ejército                                           | I Cuerpo Bávaro de Reserva                             | 5.ª División Bávara de Reserva                         |
| 6.º Ejército                                           | Bajo mando directo del Ejército                        | 1.ª Brigada de Artillería Bávara                       |
| 6.º Ejército                                           | Bajo mando directo del Ejército                        | 6.º General de Ingenieros                              |
| 6.º Ejército                                           | Bajo mando directo del Ejército                        | 5.ª Brigada Mixta Bávara Landwehr                      |

### Orden de batalla, 30 de octubre de 1918
Para el final de la guerra, el 6.º Ejército estaba organizado como sigue:
| Organización del 6.º Ejército el 30 de octubre de 1918 | Organización del 6.º Ejército el 30 de octubre de 1918 | Organización del 6.º Ejército el 30 de octubre de 1918 |
| Ejército                                               | Cuerpo                                                 | División                                               |
| ------------------------------------------------------ | ------------------------------------------------------ | ------------------------------------------------------ |
| 6.º Ejército                                           | 55.º Cuerpo (z.b.V.)                                   | 38.ª División                                          |
| 6.º Ejército                                           | 55.º Cuerpo (z.b.V.)                                   | 12.ª División Bávara                                   |
| 6.º Ejército                                           | 55.º Cuerpo (z.b.V.)                                   | 5.ª División Bávara                                    |
| 6.º Ejército                                           | 55.º Cuerpo (z.b.V.)                                   | dos tercios de la 4.ª División Ersatz                  |
| 6.º Ejército                                           | 55.º Cuerpo (z.b.V.)                                   | 9.ª División de Reserva                                |
| 6.º Ejército                                           | IV Cuerpo                                              | 2.ª División de la Guardia de Reserva                  |
| 6.º Ejército                                           | IV Cuerpo                                              | un tercio de la 4.ª División Ersatz                    |
| 6.º Ejército                                           | IV Cuerpo                                              | 36.ª División                                          |
| 6.º Ejército                                           | XXXX Cuerpo de Reserva                                 | 16.ª División                                          |
| 6.º Ejército                                           | XXXX Cuerpo de Reserva                                 | 8.ª División                                           |
| 6.º Ejército                                           | XI Cuerpo                                              | Sin unidades asignadas                                 |

## Comandantes
El 6.º Ejército tuvo los siguientes comandantes durante su existencia.
| Desde                   | Comandante                                | Previamente                                      | Posteriormente                |
| ----------------------- | ----------------------------------------- | ------------------------------------------------ | ----------------------------- |
| 2 de agosto de 1914     | Generaloberst Príncipe Ruperto de Baviera | IV Inspección de Ejército (IV. Armee-Inspektion) | Heeresgruppe Rupprecht        |
| 23 de julio de 1916     | Generalfeldmarschall Ruperto de Baviera   | IV Inspección de Ejército (IV. Armee-Inspektion) | Heeresgruppe Rupprecht        |
| 28 de agosto de 1916    | Generaloberst Ludwig von Falkenhausen     | Alto Mando de la Defensa Costera                 | Gobernador General de Bélgica |
| 23 de abril de 1917     | General de Infantería Otto von Below      | Heeresgruppe Below                               | 14.º Ejército                 |
| 9 de septiembre de 1917 | General de Infantería Ferdinand von Quast | Cuerpo de Guardias                               |                               |